# Chrysoconia
Chrysoconia is een monotypisch geslacht van schimmels behorend tot de familie Coniophoraceae. Het geslacht bestaat volgens de Index Fungorum enkel uit de soort Chrysoconia orthospora. Deze soort komt voor in Lake Union (Washington).